# Vrijeme velikog obračuna (2002.)
Vrijeme velikog obračuna je peti samostalni amaterski film Bore Lee-ja. Jedan je od njegovih najdužih filmova i traje 90 minuta. U filmu je prikazana panorama grada Sinja sa svih mjesta na kojima se može vidjeti. Također su u filmu primjetna sva četiri godišnja doba. Film je eksperimentalne prirode i nema radnju poput ostalih Borinih filmova.